# Lake Brownworth
Der Lake Brownworth ist ein Schmelzwassersee im ostantarktischen Viktorialand. Er liegt unmittelbar westlich des Unteren Wright-Gletschers am östlichen Ende des Wright Valley.
Der United States Geological Survey kartierte den See anhand eigener Vermessungen und mithilfe von Luftaufnahmen der United States Navy zwischen 1956 und 1960. Das Advisory Committee on Antarctic Names benannte ihn 1972 nach dem US-amerikanischen Topographieingenieur Frederick S. Brownworth Jr. (1926–1996), der für den Survey an mehreren Forschungskampagnen in Antarktika teilnahm und von dem Luftaufnahmen von den Antarktischen Trockentälern einschließlich dieses Sees aus den Jahren 1970 bis 1971 stammen.